# Matapédia (circonscription provinciale)
Pour les articles homonymes, voir Matapédia.
Circonscription électorale provinciale du Canada
Matapédia est une ancienne circonscription électorale québécoise située dans le Bas-Saint-Laurent. La circonscription était nommée en l'honneur de la région de La Matapédia, près de la Gaspésie, dont l'origine vient d'un mot micmac, Matapediag, qui signifie « rencontre des eaux » ou « confluent ». Lors de la réforme de la carte électorale en 2011, la circonscription de Matapédia s'est fusionnée à celle de Matane pour former la circonscription de Matane-Matapédia.

## Territoire et limites
Lors de sa disparition en 2012, la superficie de la circonscription était de 7 753,94 km2 et la population électorale au moment des élections de 2008 était de 29 909 électeurs.

## Liste des députés
| Législature                    | Années    | Député        | Député            | Parti           |
| ------------------------------ | --------- | ------------- | ----------------- | --------------- |
| Matapédia Créée depuis Matane  |           |               |                   |                 |
| 16e                            | 1923–1927 |               | Joseph Dufour     | Libéral         |
| 17e                            | 1927–1931 |               | Joseph Dufour     | Libéral         |
| 18e                            | 1931–1935 |               | Joseph Dufour     | Libéral         |
| 19e                            | 1935–1936 |               | Joseph Dufour     | Libéral         |
| 20e                            | 1936–1939 |               | Ferdinand Paradis | Union nationale |
| 21e                            | 1939–1944 |               | Joseph Dufour     | Libéral         |
| 22e                            | 1944–1948 |               | Philippe Cossette | Union nationale |
| 23e                            | 1948–1952 |               | Philippe Cossette | Union nationale |
| 24e                            | 1952–1953 |               | Philippe Cossette | Union nationale |
| 24e                            | 1953–1956 | Clovis Gagnon |                   | Union nationale |
| 25e                            | 1956–1960 | Clovis Gagnon |                   | Union nationale |
| 26e                            | 1960–1962 |               | Bona Arsenault    | Libéral         |
| 27e                            | 1962–1966 |               | Bona Arsenault    | Libéral         |
| 28e                            | 1966–1970 |               | Bona Arsenault    | Libéral         |
| 29e                            | 1970–1973 |               | Bona Arsenault    | Libéral         |
| 30e                            | 1973–1976 |               | Bona Arsenault    | Libéral         |
| 31e                            | 1976–1981 |               | Léopold Marquis   | Parti québécois |
| 32e                            | 1981–1985 |               | Léopold Marquis   | Parti québécois |
| 33e                            | 1985–1989 |               | Henri Paradis     | Libéral         |
| 34e                            | 1989–1994 |               | Henri Paradis     | Libéral         |
| 35e                            | 1994–1998 |               | Danielle Doyer    | Parti québécois |
| 36e                            | 1998–2003 |               | Danielle Doyer    | Parti québécois |
| 37e                            | 2003–2007 |               | Danielle Doyer    | Parti québécois |
| 38e                            | 2007–2008 |               | Danielle Doyer    | Parti québécois |
| 39e                            | 2008–2012 |               | Danielle Doyer    | Parti québécois |
| Dissoute dans Matane-Matapédia |           |               |                   |                 |

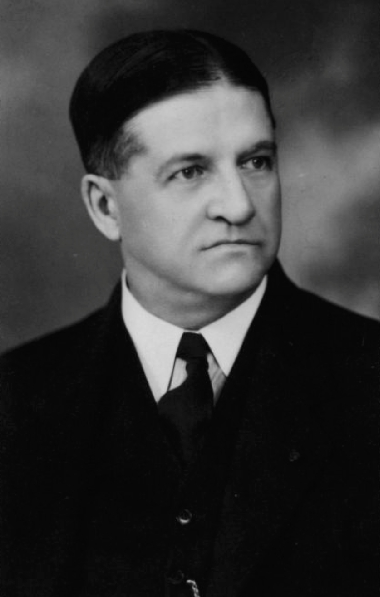
Joseph Dufour, député de Matapédia de 1923 à 1936 et de 1939 à 1944.

## Résultats électoraux

### Évolution pour les principaux partis
| |
| - Parti libéral - Union nationale (ancien) - Parti québécois - Crédit social (ancien) - Action démocratique (ancien) - Québec solidaire |

### Résultats détaillés
|                                                                                               | Nom                      | Parti               | Nombre de voix | %      | Maj.  |
| --------------------------------------------------------------------------------------------- | ------------------------ | ------------------- | -------------- | ------ | ----- |
|                                                                                               | Danielle Doyer (sortant) | Parti québécois     | 8 802          | 51,9 % | 2 980 |
|                                                                                               | Jean-Yves Roy            | Libéral             | 5 822          | 34,3 % | -     |
|                                                                                               | Cindy Rousseau           | Action démocratique | 1 942          | 11,4 % | -     |
|                                                                                               | Eve-Lyne Couturier       | Québec solidaire    | 398            | 2,3 %  | -     |
| Total                                                                                         | Total                    | Total               | 16 964         | 100 %  |       |
| Le taux de participation lors de l'élection était de 57,5 % et 232 bulletins ont été rejetés. |                          |                     |                |        |       |

|                                                                                               | Nom                      | Parti               | Nombre de voix | %      | Maj.  |
| --------------------------------------------------------------------------------------------- | ------------------------ | ------------------- | -------------- | ------ | ----- |
|                                                                                               | Danielle Doyer (sortant) | Parti québécois     | 9 041          | 43,7 % | 3 605 |
|                                                                                               | Rémy Villeneuve          | Action démocratique | 5 436          | 26,3 % | -     |
|                                                                                               | Normand Boulianne        | Libéral             | 5 137          | 24,8 % | -     |
|                                                                                               | Dominic Fortin           | Québec solidaire    | 551            | 2,7 %  | -     |
|                                                                                               | Jean-François Guay       | Vert                | 526            | 2,5 %  | -     |
| Total                                                                                         | Total                    | Total               | 20 691         | 100 %  |       |
| Le taux de participation lors de l'élection était de 70,4 % et 170 bulletins ont été rejetés. |                          |                     |                |        |       |

### Référendums
|  | Référendum                     | % du OUI | % du NON | Taux de participation |
|  | Référendum de 1980             | 47,88 %  | 52,12 %  | 80,97 %               |
|  | Accord de Charlottetown (1992) | 34,13 %  | 65,87 %  | 76,81 %               |
|  | Référendum de 1995             | 64,30 %  | 35,70 %  | 89,93 %               |